# Hæftemaskine
En hæftemaskine er et redskab der stifter tynde materialer, oftest papirark, sammen med en lille metalstift.
Hæftemaskiner er et typisk brugt udstyr på et kontor. Der findes også kraftigere hæftemaskiner med større stifter, der kan hæfte pap, tynde træplader og andre materialer. Disse kaldes også hæftepistoler. Normale hæfftemaskiner bøjer stiften i en svag bue under papiret. Der findes også hæftemaskiner, som breder stiften ud under papiret, såkaldte «Flat Clinch», der af producenten angives at optage 30% mindre tykkelsesplads.
Der findes både manuelle og elektriske hæftemaskiner.
- Der kom flere værktøj for enkel sammenhæftning af papirer i sidste halvdel af 1800-tallet. Denne amerikanske type er patenteret i 1879.
- En kraftigere hæftepistol med dybere stifter eller hefteklæmmer. Stadig med håndkraft.
- Et lille værktøj til at åbne, trække ud og fjerne stifter fra papirbunker